# 天野伊佐子
天野 伊佐子（あまの いさこ、1964年9月24日 - ）は愛媛県松山市出身の元女優。2000年に日本のコラムニスト・天野祐吉と結婚した。2010年に天野祐吉と天野祐吉作業室を立ち上げ代表取締役となる。1980年、演出家の久世光彦のドラマオーディションで芸能界入りし女優、グラビア活動をする。芸名は埴生るみ子。堀越高等学校卒業。

## 略歴
1980年（高校1年）に毎日放送のドラマ「ミセスと僕とセニョールと」の郷ひろみの恋人役の一般公募オーディションで芸能界入りをし主に女優として活動した。堀越学園卒業後は愛媛県松山市に帰り、地元のラジオ局・FM愛媛でDJやモデル業として活動する。1998年、天野祐吉と出会い、2年後の2000年に結婚した。年齢差は31歳だった。最近は雑誌のインタビューやテレビ朝日の「ニュースの深層」に出演した。天野祐吉没後は、インターネットを通して天野祐吉の言葉を伝え続けている。

## 出演

### テレビ
- ミセスとぼくとセニョールと!（毎日放送）
- 花王名人劇場（関西テレビ）

### ラジオ
- タウン・タウン・タウン（FM愛媛） - 月曜日から金曜日までの生放送をFM愛媛のアナウンサーとコンビでパーソナリティーを務める
- チャコの物語（FM愛媛）

### 雑誌
- 週刊朝日 30歳下の愛妻が天野祐吉さんの素顔を明かす
- 毎日新聞 特集ワイド13年寄り添った妻が見た天野祐吉さんの最期の日々
- 月刊『創』 広告批評 天野祐吉さんを偲ぶ

突然逝ってしまって本人も驚いてるはず 天野伊佐子談
- 『週刊現代』 2014年1月11日号

思えば、あれが「死の前兆」だった　天野祐吉　忘れていた記憶が次々に甦ると漏らした　 
【執筆者】天野伊佐子

### イベント
2014年3月17日 - 愛するあなたに遺したいエンディングメッセージ
トーク＆クミコミニライブ
審査員：萬田久子、天野伊佐子、クミコ、残間里江子